# حوليات أربيل

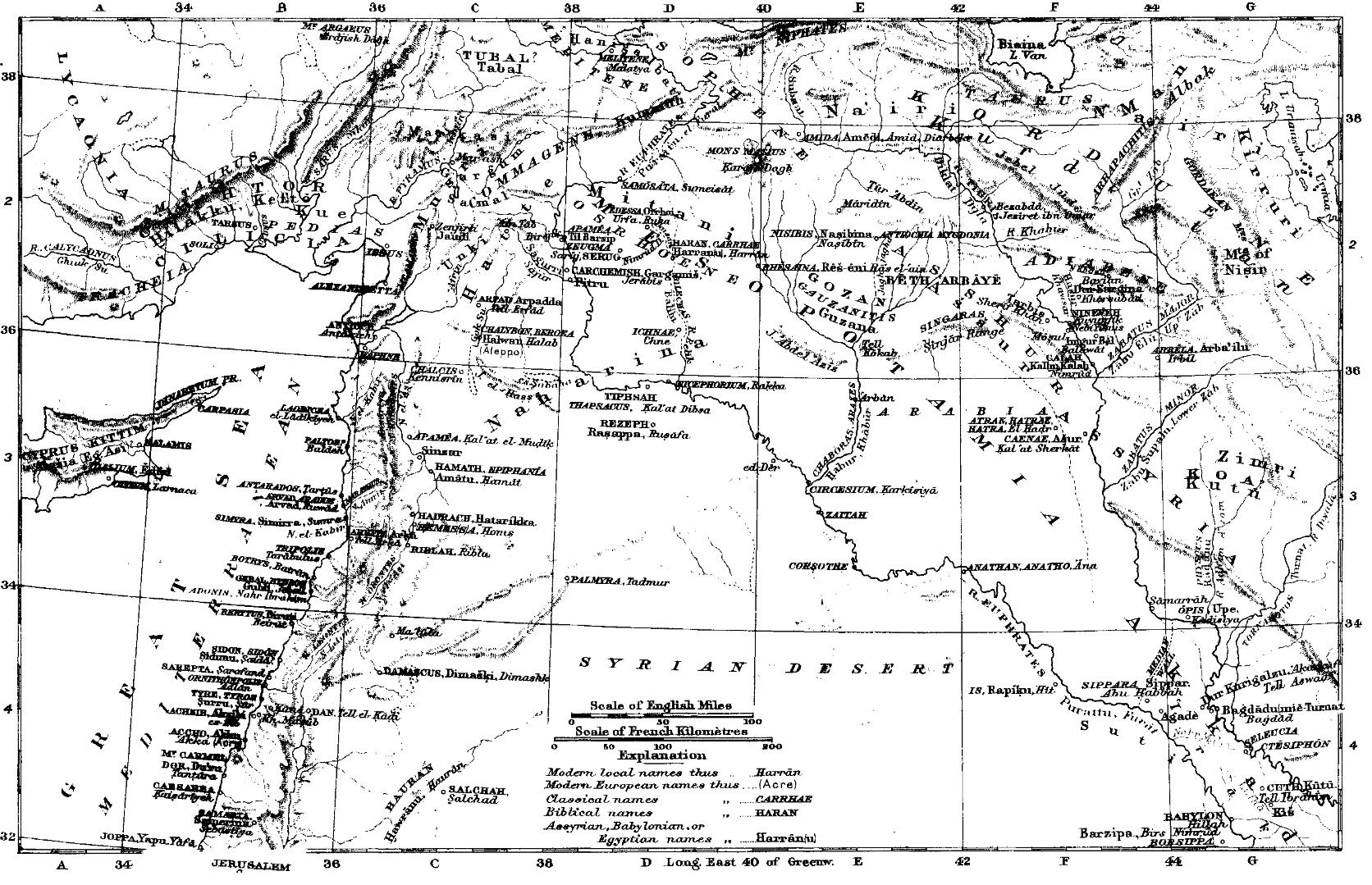
بلاد الرافدين - خريطة توضح موقع حدياب، أعلى اليمين، النفطة 2F

حوليات أربيل أو وقائع أربيل أو سجلات أربيل سجلات تزعم أنها تسجل التاريخ المبكر للمسيحية في أربيل (مدينة أربيل الحديثة في شمال العراق)، عاصمة حدياب آنذاك، من أوائل القرن الثاني إلى منتصف القرن السادس. ولكن يبدو أنها تاريخ هذه الحوليات يعود إلى القرن السادس، على الرغم من أن عمرها وتاريخها كانا محل نزاع. إلا أن الأغلبية اليوم من المتخصصين يعتبرون هذا العمل تزويرًا حديثًا.

## رواية
تروي حوليات أربيل تاريخ المسيحية النسطورية في حدياب ، وهي مقاطعة شمال بلاد الرافجيت تقع بين نهري الزاب في ما يعرف الآن بالعراق. كانت أربيل نقطة تقاطع مهمة على طرق القوافل الرئيسة من الشرق إلى الغرب ومن الشمال إلى الجنوب، وكانت موقعًا مأهولًا منذ العصور القديمة البعيدة.
تُقدم الحوليات مقدمة تأملية قصيرة وصفًا للعمل باعتباره تاريخًا، في شكل رسالة إلى شخص يُدعى بينهيس، تسرد تاريخ جميع أساقفة أديابيني وشهدائها. وفقًا للحوليات التاريخية، كان أول أسقف لأديابين هو بيكيدا، الذي رُسِم في بداية القرن الثاني الميلادي على يد الرسول أداي. وكان الأسقف الثاني هو شمشون، الذي بشر المشاركين في مهرجان شهر باغود، الذي تضمن التضحية البشرية، وحول العديد منهم إلى المسيحية. وكان بعد ذلك إسحاق، الذي ساعده رقبكت، حاكم حدياب، الذي عارض الوثنيين وساهم في نشر المسيحية في الريف.
وكان الأسقف الرابع الذي خدم في منتصف القرن الثاني هو إبراهيم الأول، الذي أنقذ المسيحيين أثناء حربهم مع الزرادشتيين . ومن خلال أداء المعجزات، نجح في التوصل إلى حل مع الزرادشتيين. واستمر خليفته الأسقف نوح في الهجمات المسيحية الزرادشتية، ولكنه نجح أيضًا في نشر المسيحية في المناطق المجاورة، جزئيًا من خلال معجزة حيث أعاد طفلًا ميتًا إلى الحياة، ومن خلال معجزة أخرى حيث تسبب في اختفاء شجرة.
بعد أربع سنوات من شغور منصب الأسقف، عُين أسقف يدعى هابيل، الذي كان دبلوماسيًا وحسَّن العلاقات بين المسيحيين والزرادشتيين. في أيامه، حارب الملك البارثي فولوغاسيس الرابع [الإنجليزية] ضد الجيوش الرومانية والفارسية وهزمها، وقد نسب مؤلف الحوليات انتصاره إلى الله.
وفي بداية القرن الثالث تقريبًا، خلفه عبيد مشيحا، الذي أشرف على فترة سلمية دامت خمسة وثلاثين عامًا. أشرف الأسقف التالي، هيران (الأسقف 217-250)، على أربيل خلال نهاية الإمبراطورية البارثية، وفي ذلك الوقت دُمجَت أربيل في الإمبراطورية الساسانية. على عكس الرومان أو الساسانيين الذين تبعوا بلاد فارس، كانت المسيحية في أربيل أكثر تسامحًا إلى حد ما مع الفرس وانتشرت وفقًا لذلك.

## التاريخ

### تاريخ الفترة

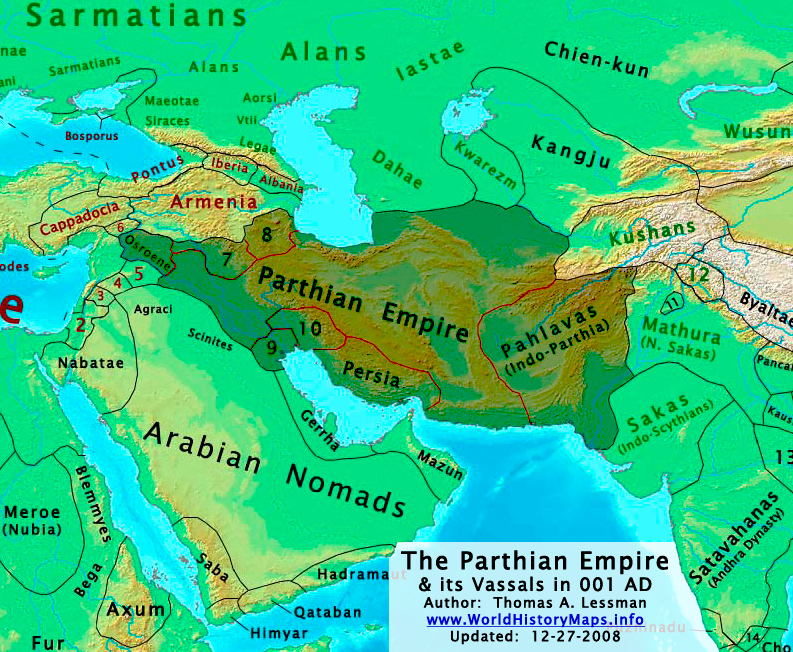
الإمبراطورية البارثية 1 م

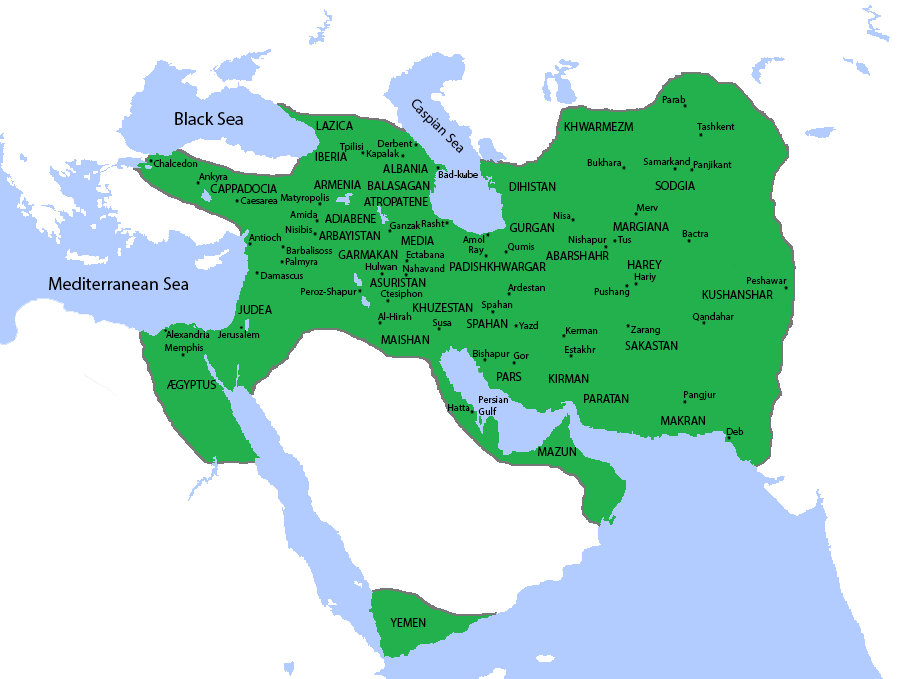
الإمبراطورية الساسانية 620 م تظهر حدياب (بالإنجليزية: Adiabene) إلى الشرق من أنطاكية

يُزعم أن هذه الحوليات قد كُتبَت في القرن السادس باللغة السريانية الكلاسيكية، وأخذَت شكل كتاب الباباوات. "استند ميشيحا زيكا بشكل أساسي إلى هابيل المعلم، الذي تكشف تقاريره عن انتشار المسيحية شرق نهر دجلة، في حدياب، قبل عام 100... وينتهي السجل في عهد البطريرك مار آبا من سلوقية-قطسيفون (540-552)". الدقة التاريخية للسجل موضع نزاع. :270
بحلول وقت غزو تراجان لحدياب عام 115 أو 116 ميلاديًا، كانت الساترابية قد خضعت لحكم سلالة يهودية لأكثر من 75 عامًا. ووفقًا لسجلات أربيل، ترسخت المسيحية بقوة في حدياب في عهد تراجان. وقد رفض العديد من المؤرخين هذا التقليد، وأبرزهم إف. سي. بوركيت [الإنجليزية]. يقول بوركيت إن نسخة مسيحية ناطقة بالسريانية كانت موجودة في حدياب، وكان هناك أساقفة في أربيل قبل انهيار الإمبراطورية البارثية، ولكن بعد اعتناق أبغار المسيحية في الرها حوالي عام 200 ميلاديًا. :356يؤكد ترتليان وآخرون أن المسيحيين كانوا موجودين في بلاد فارس قبل الساسانيين [في عام 224] لكنهم لا يقدمون أي إشارة إلى المدة التي ربما كانوا فيها هناك. :92 :16,17 :15
يتناقض ما قاله بوركيت مع معلومات أخرى. يذكر يوسابيوس في كتابيه (HE 1.13.1-22)و(HE 2.1.6-7) اللذين كتبهما قبل عام 324 م، من مصدر سرياني أن توما أرسل تداوس (بالسريانية "أداي") "أحد التلاميذ السبعين" للتبشير في الرها. :213ويرفض آخرون هذا الادعاء ويجادلون بأن تاتيان هو مؤسس الكنيسة في بلاد فارس. "يكتب صمويل هيو موفيت، تحت عنوان "تاتيان الآشوري"، أن أول دليل تاريخي يمكن التحقق منه على المسيحية توفره حياة وعمل تاتيان (حوالي 110-180 م) بعد منتصف القرن الثاني." :97"مهما كانت الاستنتاجات التي نستخلصها من هذه التقاليد وغيرها"، فليس هناك "دليل قاطع على وجود المسيحيين في المنطقة بحلول عام 170 ميلادي" فحسب،  :109هناك أيضًا "أدلة واسعة النطاق على انتقال المسيحية شرقًا، في القرون الأولى، من قواعد في أربيل في حدياب والرها في أوسروهين." :15
"تفترض السجلات أن المسيحية وصلت إلى ساترابيا [حدياب] بحلول عام 100 بعد الميلاد، ويعتبر إدوارد ساخاو أن هذا التقليد سليم." :354وبحسب رواية لوقا في أعمال الرسل 2: 9، فإن الذين استجابوا أولًا في عيد العنصرة كانوا البارثيين والميديين والعيلاميين وسكان بلاد الرافدين." :109ويقول التقليد أيضًا أن كثيرين "هربوا شرقًا بعد تدمير القدس في عام 70 م". :15"ربما كان أحد المراكز المسيحية الأولى الناطقة باللغة الآرامية هو حدياب... حيث تحول البيت الحاكم المحلي إلى اليهودية حوالي عام 40 م. كانت لهذه المدينة (أو الدولة) اليهودية اتصالات منتظمة مع فلسطين، ويبدو من المحتمل أن المسيحية وصلت إلى حدياب من خلال هذا الطريق في وقت مبكر من القرن الأول."  :251 :16مع وجود حديابي كملجأ محتمل من الاضطهاد في أماكن أخرى، زاد عدد المسيحيين بشكل ملحوظ "حتى أنه بحلول عام 235 م كان لديهم أكثر من 20 أسقفًا وحوالي 18 أبرشية." :109
بعد اعتناق الملك أبجر الثامن (حكم من عام 179 إلى عام 212) للمسيحية، انتشرت اللغة الآرامية (التي سُميت لاحقًا بالسريانية الكلاسيكية) وأصبحت لغة مشتركة لمجموعة واسعة من المتحدثين بالآرامية. :251«إن إحياء الزرادشتية في عهد الحكام الساسانيين [في القرن الثالث] جلب معه إحياءً للغة البهلوية [التاريخية] للفرس أيضًا». في حين أن مكانة الكنيسة الراسخة سهّلت استمرارهم في استخدام السريانية بدلًا من البهلوية." :112,113 :174"إن الكنائس السريانية اليوم ترجع أصولها إلى المجتمعات المسيحية التي نشأت في الشام وبلاد الرافدين في القرنين الثاني والثالث، وخاصة تلك التي استخدمت في تلك الفترة بعض أنواع الآرامية بدلًا من اليونانية كلغة أساسية." :251
من عام 53 قبل الميلاد إلى حوالي عام 215 بعد الميلاد، انخرطت القوتين العظميين روما وفارس مرارًا وتكرارًا في حلقة مفرغة من الغزوات والهجمات المضادة. :1107طوال القرن الثالث، ظلت المنطقة الحدودية بين الرومان والساسانيين منطقة صراع. وكانت المدن تنتقل ذهابًا وإيابًا بين القوتين، مما أثر على الكنائس داخلهما. :113امتدت الكنائس السريانية [المسيحية] عبر الإمبراطوريتين الرومانية الشرقية المتأخرة والبيزنطية المبكرة، بالإضافة إلى الإمبراطوريتين البارثية والساسانية (في بلاد فارس). وهكذا، وجد التقليد المسيحي السرياني نفسه في عالمين متعارضين، [غربي وشرقي] كان عليه أن يستوعب كليهما، وكلاهما كان يضطهده بشكل متقطع وعنيف؛ لذلك لم تكن علاقات السكان جيدة مع هاتين الدولتين. :78
في عامي 224 و226 ميلادية، سقط حكام الإمبراطورية الفارسية البارثيين الذين كانوا يضمون بلاد الرافدين وأربيل، على يد قوة تحالفية من الميديين الجنوبيين والفرس، بالتعاون مع سكان بلاد الرافدين. كانت هذه بداية الإمبراطورية الساسانية. :1106–1112وتولى الحاكم الجديد لقب "شاه الشاه" وبدأ في الدفاع بقوة عن الديانة الرسمية، الزرادشتية. وشهد الجيل التالي إحياءً إمبراطوريًا للديانة الزرادشتية بين الساسانيين، مما أدى في النهاية إلى اضطهاد وحشي للمسيحيين في الإمبراطورية الفارسية. :113"من المستحيل تقدير أعداد [المسيحيين في الإمبراطورية الفارسية في هذا الوقت] ولكننا نعلم أنهم شكلوا أقلية كبيرة من السكان وكانوا في العموم متعلمين جيدًا ومشهورين بمهاراتهم في الطب والعلوم." :18
في عام 258 م، اتجه شابور الأول غربًا، وحاصر مدينة الرها، وأسر الإمبراطور فاليريان، وأرسل أعدادًا كبيرة من السجناء إلى بلاد فارس. وكان العديد منهم مسيحيين. "أول شخصية في الكنيسة المسيحية تظهر بوضوح هو البابا الذي أصبح أسقف سلوقية-قطسيفون حوالي عام 300 بعد الميلاد. :18تشير الوقائع إلى بابا، ومن بابا فصاعدًا، هناك دليل قوي على تاريخية النص. في الجمعة العظيمة، 17 نيسان 341، أمر شابور الثاني بإعدام 100 مسيحي، بادئًا بذلك اضطهادًا دام قرابة أربعين عامًا دون هوادة، واصفًا إياهم بـ "الخونة الذين شاركوا قيصر الاستخبارات". :19"وقيل إن الاضطهاد كان شرسًا للغاية بين عامي 344 و367 بعد الميلاد في سوزيانا وحدياب، حيث سُجلت أسماء نحو 16 ألف شهيد، وهو ما يشير إلى عدد أكبر من الضحايا." :112بحلول أواخر القرن الرابع، اُعتُرف بالمسيحية أقليةً شرعيةً بموجب مرسوم التسامح الذي أصدره يزدكارد الأول. وعادت بعض الاضطهادات في عهد بهرام الخامس، وفي عام 422 م وُقعَت معاهدة جديدة بين بلاد فارس والإمبراطورية الرومانية (الروم) والتي ضمنت حرية العبادة للمسيحيين في بلاد فارس." :113

### تاريخ المقال
لم يكن هناك اهتمام كبير بتاريخ المسيحية في العراق قبل عام 1840، عندما تزايد الاهتمام به بسبب الأخبار عن المجازر في المرتفعات فوق أربيل. انتشرت نسخ من المخطوطات السريانية المُستعادة من كنائس وأديرة شمال العراق وجنوب شرق الأناضول تدريجيًا إلى أوروبا، حيث استكملت المجموعات المُستقاة من مصر وسوريا. وقد حافظت المنشورات المستندة إلى هذه المخطوطات السريانية الشرقية، بين عامي 1880 و1910 تقريبًا، على عشرات النصوص السريانية التي لم تكن معروفة من قبل. :5
نُشرت سجلات أربيل لأول مرة في عام 1907 على يد عالم اللاهوت ألفونس مينجانا. وقال إن الحوليات كُتبَت في القرن السادس. :287"تقدم الحوليات معلومات أكثر تفصيلًا عن التاريخ المبكر لكنيسة الشرق مقارنة بأي مصدر أدبي آخر. وقد استخدمه جيل كامل من العلماء حتى عام 1925، عندما بدأ بعض العلماء في الأدب السرياني في طرح الأسئلة حول موثوقيته التاريخية. وقد شكك المؤرخ الأدبي بول بيترز في صحة النص وموثوقيته ودعا إلى إعادة النظر فيه في عام 1936. :287–289في عام 1967، نشر المؤرخ الكنسي جان موريس فيي [الإنجليزية] نقدًا لاذعًا طعن فيه بموثوقية الحوليات كمصدر تاريخي. في عام 1995، دافع المؤرخ إيريش كيتنهوفن عن إمكانية أن تكون الحوليات عبارة عن تجميع للعصور الوسطى. في عام 2006، ادعى المؤرخ جويل ووكر أن ألفونس مينجانا زور هذه النسخة. :289
في عام 1959، كتب عالم الاجتماع بول كاهل كتابًا يدعم صحة الحوليات، قائلًا بإن المسيحية وصلت إلى حدياب في وقت مبكر عما كان يُعتقد سابقًا بسبب تحول العائلة الحاكمة اليهودية. ويخلص إلى أن التشابه مع أبجر الرهاوي (حوالي عام 200 ميلادي) هو نتيجة أن هذه الأسطورة نشأت في أربيل ولم تتكيف مع الرها إلا في وقت لاحق. :270ومن بين العلماء الآخرين الذين دعموا صحة (جزئيًا على الأقل) ومصداقية الحوليات التاريخية هو كارل إدوارد ساخاو ، المستشرق (1915)، وأدولف فون هارناك ، عالم اللاهوت والمؤرخ (1924)، وسيباستيان بول بروك ، الباحث في اللغات السريانية (1967 و1992) الذي يقول أيضًا إن رواية الانتشار المبكر للمسيحية في العصر البارثي لا يمكن أن يكون لها أي أساس تاريخي. كتب المؤرخ بيتر كاوراو في عامي 1985 و1991 أن الأصالة مؤكدة من خلال النقش ثنائي اللغة في بيشابور والإشارة في النص إلى كسوف الشمس الذي حدث في 10 تموز 218. وتدعم أستاذة الدراسات الإيرانية ماري لويز شومون (1988)، من بين العديد من الآخرين، النص باعتباره يتمتع بمصداقية تاريخية.:282

## التأليف
نُشرت حوليات أربيل لأول مرة على يد ألفونس مينجانا عام 1907. وقد نسبها إلى مؤرخ كنسي غير معروف من القرن السادس، يُدعى مشيحا زكات (اسم مركب من السريانية الشرقية يعني "انتصر المسيح")". بينما أكد المؤرخ جويل ووكر أن مؤلف النص هو منجانا نفسه استنادًا إلى معرفته بمار قداغ. بيمنما قال كيتنهوفن إن المؤلف كان على الأرجح مؤلفًا من العصور الوسطى يعمل من مجموعة من التقاليد السردية التي ساهمت في الأبطال الثلاثة في كل من نص أربيل وقرداغ. كريستيل وفلورنس جوليان، "على الرغم من الاعتراف بتلاعب مينجانا بالنص، فقد دافعتا بقوة عن الحوليات باعتبارها مصدرًا شرعيًا في شرق بلاد سورية (أي بلاد السريان)" يعكس "جوهرًا وثائقيًا مبكرًا" ومؤلَّفًا سوريًا. :288

## الاتصالات الموضوعية
تتضمن الحوليات قصص شخصيتين رئيسيتين: غفراشناسپ محبات [الإنجليزية] حدياب في إيران الكبرى في القرن الثالث أثناء حكم الإمبراطور الساساني بهرام الثاني (حوالي 274-291 م)، ورقبكت، وهو حاكم ذو منصب قيادي غير محدد في حدياب. تشبه حياتهم المهنية المشتركة الشخصية التاريخية لمار قرداغ، وهو مرزبان (حارس) ساساني من الجزيرة الفراتية ، والذي أصبح شهيدًا مسيحيًا حوالي. 360 م، خلال اضطهاد شابور الثاني على نطاق واسع للمسيحيين. :72"إن تاريخ مار قرداغ وحوليات أربيل لها روابط موضوعية من خلال هذه الشخصيات.
ومن بين أوجه التشابه بين أربيل وقرداغ: كان رقبكت الذي شغل منصبًا عامًّا ربما نائب الملك، أو الحاكم، كما كان الحال مع مار قرداغ. اعتنق كلاهما المسيحية، وقاد جيشًا من المشاة لحماية الأرض، وخدما ملكهما من خلال العديد من الانتصارات العسكرية. "لقد أصيب (رقبكت) بجراح قاتلة بسبب طعنة رمح في جنبه و"أسلم روحه مثل يهوذا المكابي". :289"تبدو الأصداء أقرب في حالة غفراشناسپ، الذي وصفته السجلات بأنه مجوسي تقيّ، ثار على ملك الملوك الفارسي ودافع عن حصنه في حدياب برماية بطولية. ورغم أن رقبكت وغفراشناسپ لا يقدمان نموذجًا دقيقًا لقرداغ، فإن حياتهما المهنية مجتمعة تتضمن العديد من السمات المركزية لأسطورة قرداغ." :289

## روابط خارجية
- Kawerau، Peter (1991). "CHRONICLE OF ARBELA". في Yarshater، Ehsan (المحرر). Encyclopædia Iranica, Volume V/5: Chinese-Iranian relations VIII–C̆ihrdād Nask. London and New York: Routledge & Kegan Paul. ص. 548–549. ISBN:978-0-939214-72-3.
- Chronicle of Arbela, English translation by Timothy Króll.